# Chinatown (Washington, D.C.)
Pour les articles homonymes, voir Chinatown.
Le Chinatown de Washington est un petit quartier à l'est du centre-ville. 
Historiquement, la région abritait des milliers d'immigrants chinois, nombre tombé à moins de 300 en 2017. Le quartier actuel est le deuxième de Washington à s'appeler Chinatown depuis 1931. À l'origine, le premier quartier chinois est construit dans le triangle fédéral du côté sud de Pennsylvania Avenue après 1851, mais est déplacé lorsqu'un nouveau bâtiment fédéral y est construit. Dès 1997, la construction d'édifices tels que la Capital One Arena ont entraîné la gentrification du quartier. Le quartier est desservi par la station Gallery Place du métro de Washington.

## Histoire

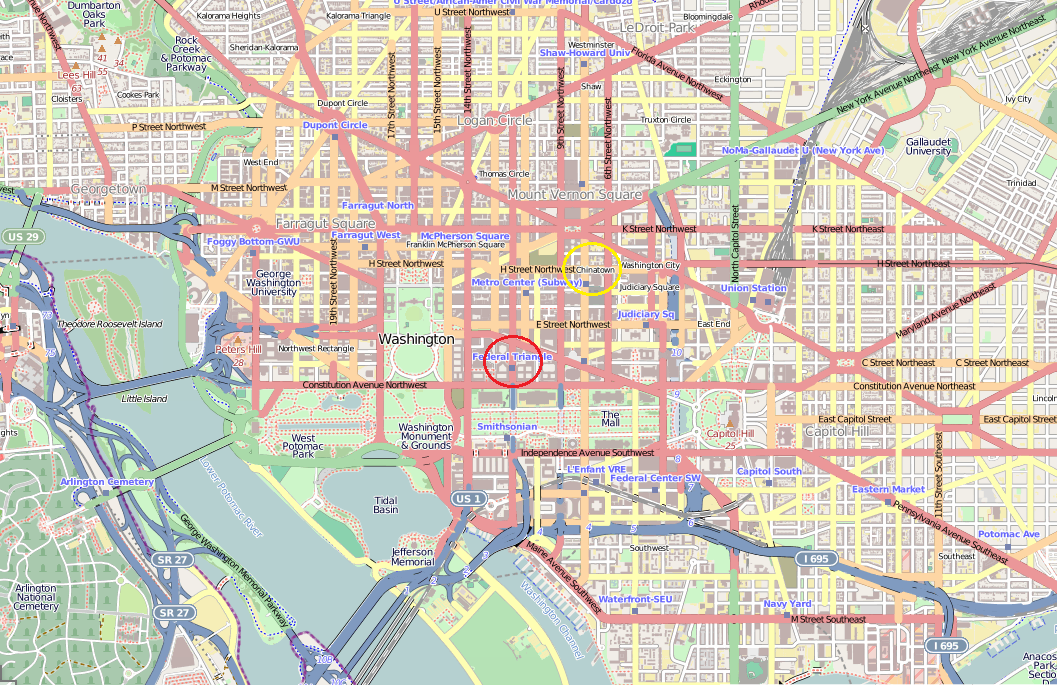
Carte de Washington, D.C., avec le vieux Chinatown surligné en rouge et le Chinatown actuel en jaune.

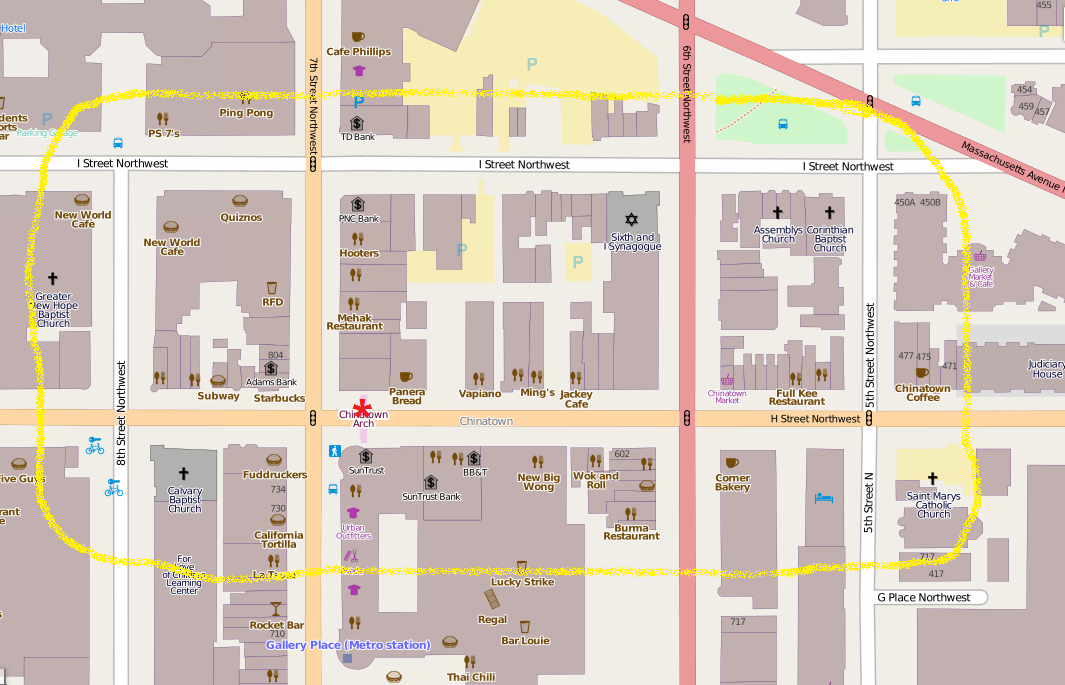
Carte de Washington, D.C., avec Chinatown surligné en jaune.

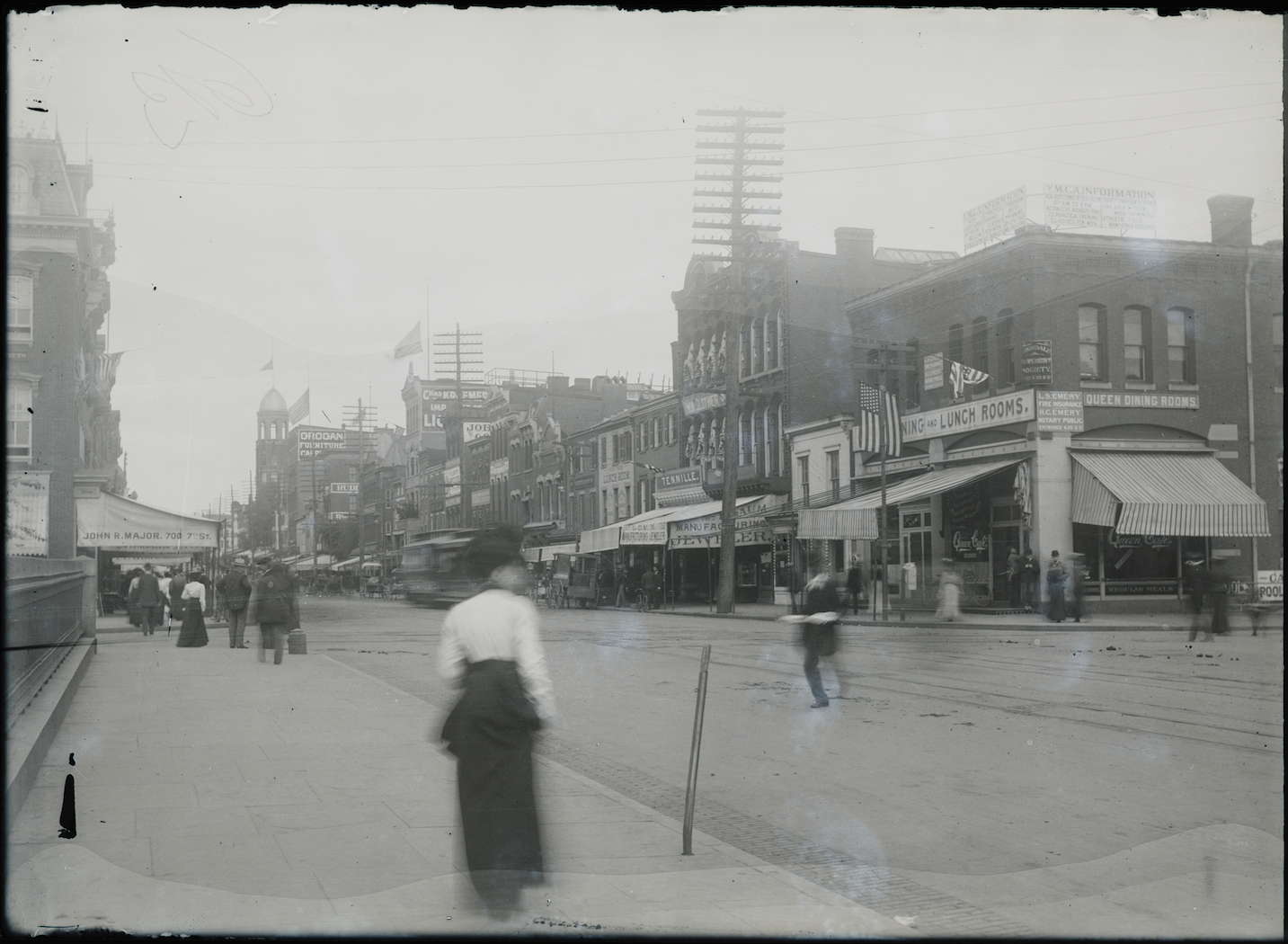
Street vers 1900-1905, l'emplacement actuel de la Capital One Arena.

La zone de Chinatown abritait autrefois de nombreux immigrants chinois. Les immigrants chinois ont commencé à s'installer dans la région dans les années 1930, après avoir été déplacés du quartier chinois d'origine de Washington le long de Pennsylvania Avenue par le développement du complexe de bureaux du gouvernement du triangle fédéral.
En 1986, la ville a consacré la Friendship Archway (en), une porte traditionnelle chinoise. Il s'agit d'une collaboration entre le gouvernement de Washington D.C. et sa ville sœur Pékin. Elle visait à attirer des visiteurs en plus de reconnaître les résidents chinois locaux.

## Démographie
En 2010, le secteur de recensement qui contient Chinatown compte environ 3 000 habitants. Chinatown n'est asiatique qu'à 21 %, par rapport à 1990, quand il avait une population majoritairement sino-américaine. En 1990, sa population était à 66 % asiatique et à 20 % afro-américaine.
Après les émeutes meurtrières de 1968 qui ont suivi l'assassinat de Martin Luther King Jr. en avril, de nombreux chinois ont cherché un environnement plus stable et plus sûr sur le plan économique et ont quitté le quartier chinois, pour s'installer dans des quartiers de banlieue du comté de Fairfax, en Virginie et du comté de Montgomery (Maryland),. En 1970, il y avait environ 3 000 résidents chinois dans le quartier chinois de Washington. En 2016, le nombre était inférieur à 600, dont bon nombre d'aînés résidant dans deux ensembles de logements à loyer modéré.
De nombreux auteurs ont cité Chinatown comme un exemple de gentrification,,, et un exemple de marchandisation de la culture. En 2015, le Washington Post rapporte qu'il ne reste que 300 Sino-Américains dans l'arrondissement et beaucoup d'entre eux sont chassés par leurs propriétaires,.

## Urbanisme

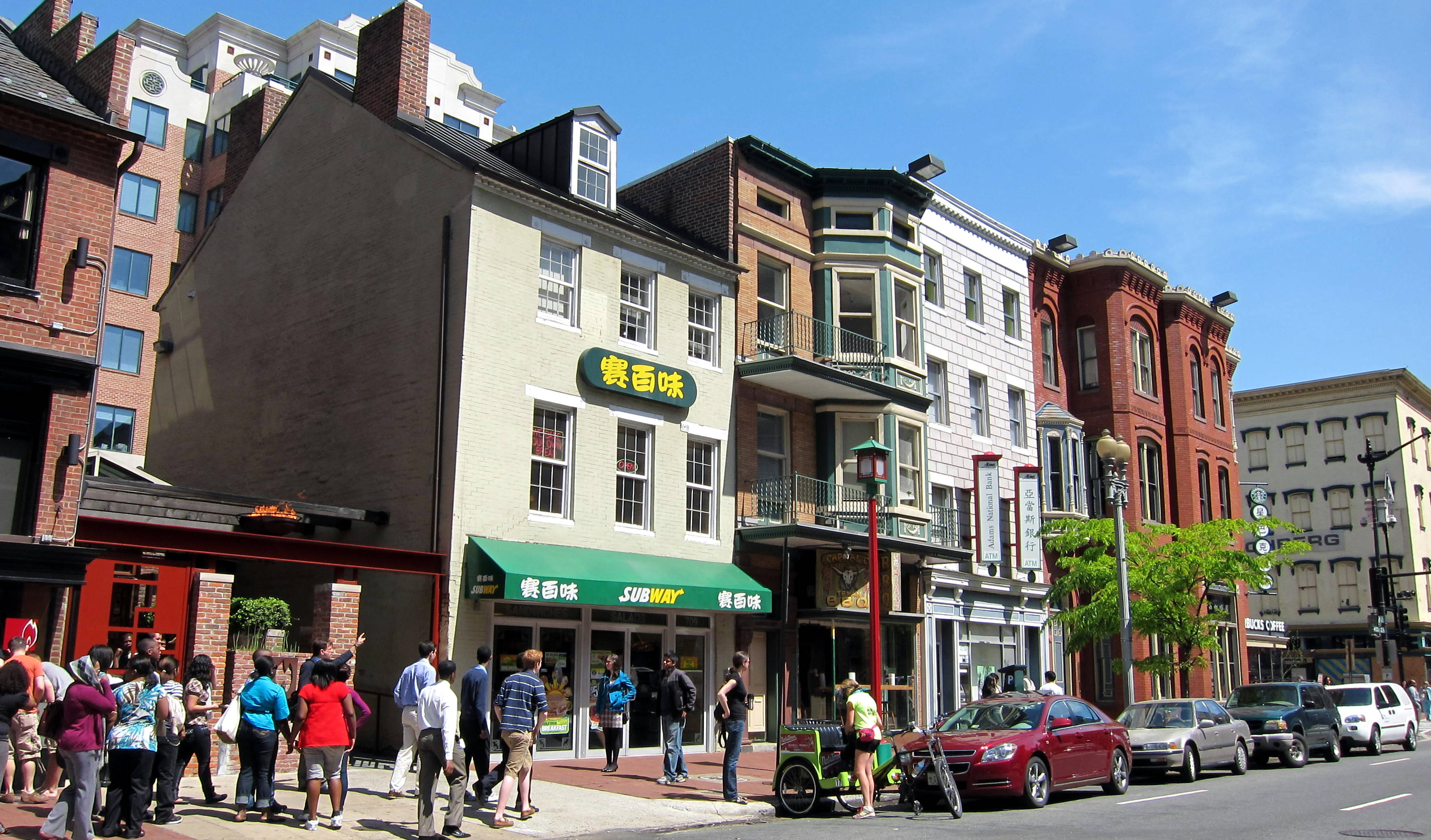
Construits au XIXe siècle, ces bâtiments sur H Street sont désignés comme propriétés contributives du quartier historique du centre-ville, répertoriés sur le registre national des lieux historiques.

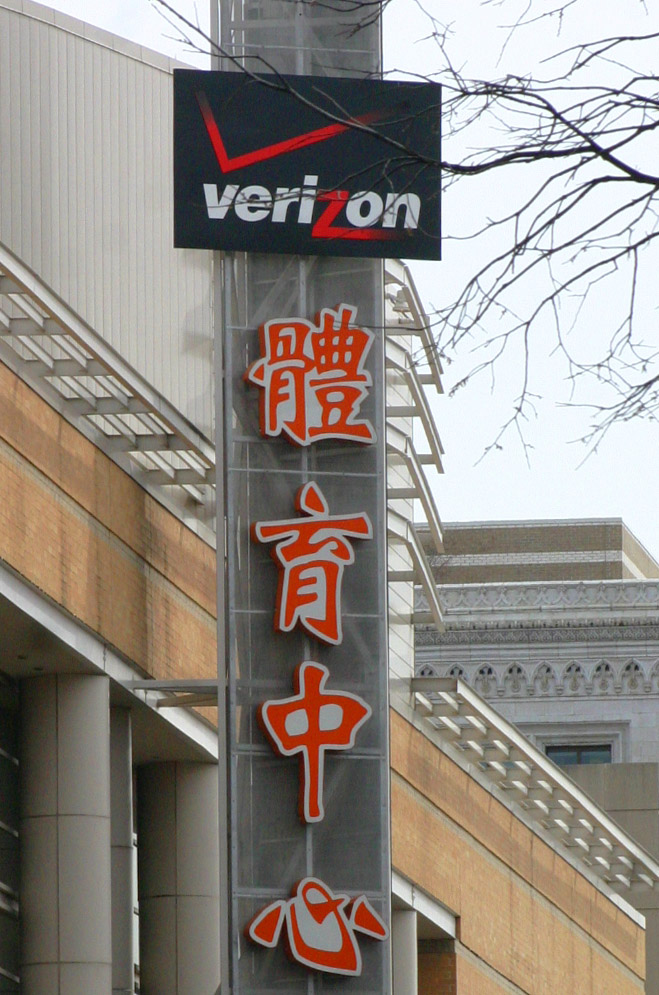
La Capital One Arena (devenu le Verizon Center) à Chinatown en 2006.

Des bâtiments historiques ont été rénovés et loués, principalement avec des boutiques de marques et des restaurants. En peu de temps, un important développement à usage mixte de bureaux, d'habitations et de commerces de détail a commencé. Ces développements, qui comprenaient des restaurants, des boutiques, un complexe de cinéma et un bowling, ainsi que le Verizon Center, ont transformé le quartier en une scène animée pour la vie nocturne, le shopping et les divertissements.
La plupart des commerces ne sont plus représentatifs de Chinatown, mais en raison des directives de conception de la ville encourageant les entreprises à utiliser des caractères chinois, même des chaînes nationales telles que Starbucks, Hooters, Ruby Tuesday, Ann Taylor, Urban Outfitters, Bed Bath et Beyond et Legal Sea Foods affichent leurs noms en chinois devant leurs magasins. Chinatown est devenu le foyer de nombreuses entreprises technologiques à forte croissance, telles que Blackboard, Blue State Digital, LivingSocial et The Knowland Group. C'est aussi l'emplacement de la succursale de Washington du Goethe-Institut.
Les entreprises les plus importantes de Chinatown sont les quelque vingt restaurants chinois et asiatiques, qui appartiennent presque tous à des familles américaines d'origine asiatique. Parmi les plus connus figurent Chinatown Express, Eat First, Full Kee et Tony Cheng's. L'un des restaurants, Wok & Roll, occupe ce qui était autrefois la pension de Mary Surratt, le lieu de rencontre de John Wilkes Booth et de ses conspirateurs dans l'assassinat d'Abraham Lincoln. Un autre est situé dans une maison qui appartenait autrefois à l'association des marchands chinois On Leong, qui a été l'une des premières organisations chinoises à s'installer dans le quartier. Aujourd'hui, la structure est inscrite au registre national des lieux historiques.